# قائمة التراث الثقافي غير المادي في مصر

تعرف اليونسكو التراث الثقافي غير المادي بأنه "التقاليد والممارسات غير المادية التي يؤديها شعب ما". كجزء من التراث الثقافي للبلد، فإنها تشمل الاحتفالات والمهرجانات والأعياد والعروض والتقاليد الشفوية والموسيقى والحرف اليدوية. يتم تعريف "التراث الثقافي غير المادي" من خلال اتفاقية صون التراث الثقافي غير المادي.
صادقت مصر على الاتفاقية في 3 أغسطس 2005.

## القائمة
| اسم                                                                 | صورة | سنة  | الرقم | وصف |
| ------------------------------------------------------------------- | ---- | ---- | ----- | --- |
| السيرة الهلالية (سيرة بني هلال)                                     |      | 2008 | 00075 | السيرة الهلالية هي قصيدة شفوية ملحمية تحكي قصة رحلة قبيلة بني هلال البدوية من نجد في الجزيرة العربية إلى تونس والجزائر عبر مصر.    |
| التحطيب                                                             |      | 2016 | 01189 | التحطيب هو أحد فنون القتال التقليدية التي تعتمد على استخدام العصا.                                                                 |
| فن الخط العربي : المعرفة والمهارات والممارسات                       |      | 2021 | 01718 | فن كتابة الحروف والكلمات العربية للتعبير عن النعمة والجمال.                                                                        |
| الأعياد المرتبطة برحلة العائلة المقدسة في مصر                       |      | 2022 | 01700 | |
| النخيل، المهارات، والتقاليد والممارسات                              |      | 2022 | 01902 | تعتبر شجرة النخيل جزء من تاريخ الدول حيث أنها مصدر للمزارعين والحرفيين وأصحاب الحرف اليدوية والتجار وأصحاب المصانع وشركات الأغذية. |
| الفنون والمهارات المرتبطة بالنقش على المعادن (الذهب والفضة والنحاس) |      | 2023 | 01951 | |
| الحناء، والممارسات الجمالية والاجتماعية                             |      | 2024 | 02116 | وشم مؤقت ذا دوافع طبية وجمالية. |
| آلة السمسمية : صناعة الآلات الموسيقية والعزف عليها                  |      | 2024 | 02119 | السمسمية هي قيثارة صندوقية أو وعاءية يتم العزف عليها في منطقة قناة السويس ويعود أصلها إلى مصر القديمة.                             |

## العناصر التي تحتاج إلى حماية عاجلة
| اسم                       | سنة  | الرقم | وصف                                                          |
| ------------------------- | ---- | ----- | ------------------------------------------------------------ |
| الدمى اليدوية التقليدية   | 2018 | 01376 | الأراجوز هو مسرح مصري قديم يستخدم العرائس اليدوية التقليدية. |
| النسيج اليدوي في صعيد مصر | 2020 | 01605 |                                                              |